# 泊野道路
泊野道路（とまりのどうろ）は鹿児島県出水市高尾野町柴引から鹿児島県薩摩郡さつま町泊野に至る北薩横断道路の一つである。
国道504号の一部区間に下り坂が5 kmにわたって続いている箇所と離合が困難な箇所があり、現在建設中である。
2018年3月25日に中屋敷ICときららIC間で北薩トンネル (4,850 m) を含めた区間が開通し、鹿児島県内のトンネルとしては最長、日本の道路トンネルでは関電トンネルに次いで16番目の延長となった。

## 概要
- 道路名：泊野道路（一般国道504号バイパス・北薩横断道路）
- 区間：北薩トンネル出水市側坑口 - さつま泊野IC（建設中）
- 管理者：鹿児島県

## 通過する市町村
- 鹿児島県
  - 出水市 - 薩摩郡さつま町

## 隣
北薩横断道路
阿久根高尾野道路（建設中）
阿久根北IC - 高尾野IC
紫尾道路
高尾野IC - 中屋敷IC
（道路名称未定）（整備計画中）
さつま泊野IC - 広瀬IC（仮称）
※さつま泊野ICから広瀬IC（仮称）までの区間は一般道規格で建設予定
※紫尾道路の出水ICの建設計画はありません。
広瀬道路（建設中）
広瀬IC（仮称）- さつま広橋IC
薩摩道路
さつま広橋IC - さつま観音滝IC -  永野IC